# Ferrari 348
El Ferrari 348 es un automóvil deportivo que fue producido por la marca italiana Ferrari entre 1989 y 1995.

## Diseño y mecánica

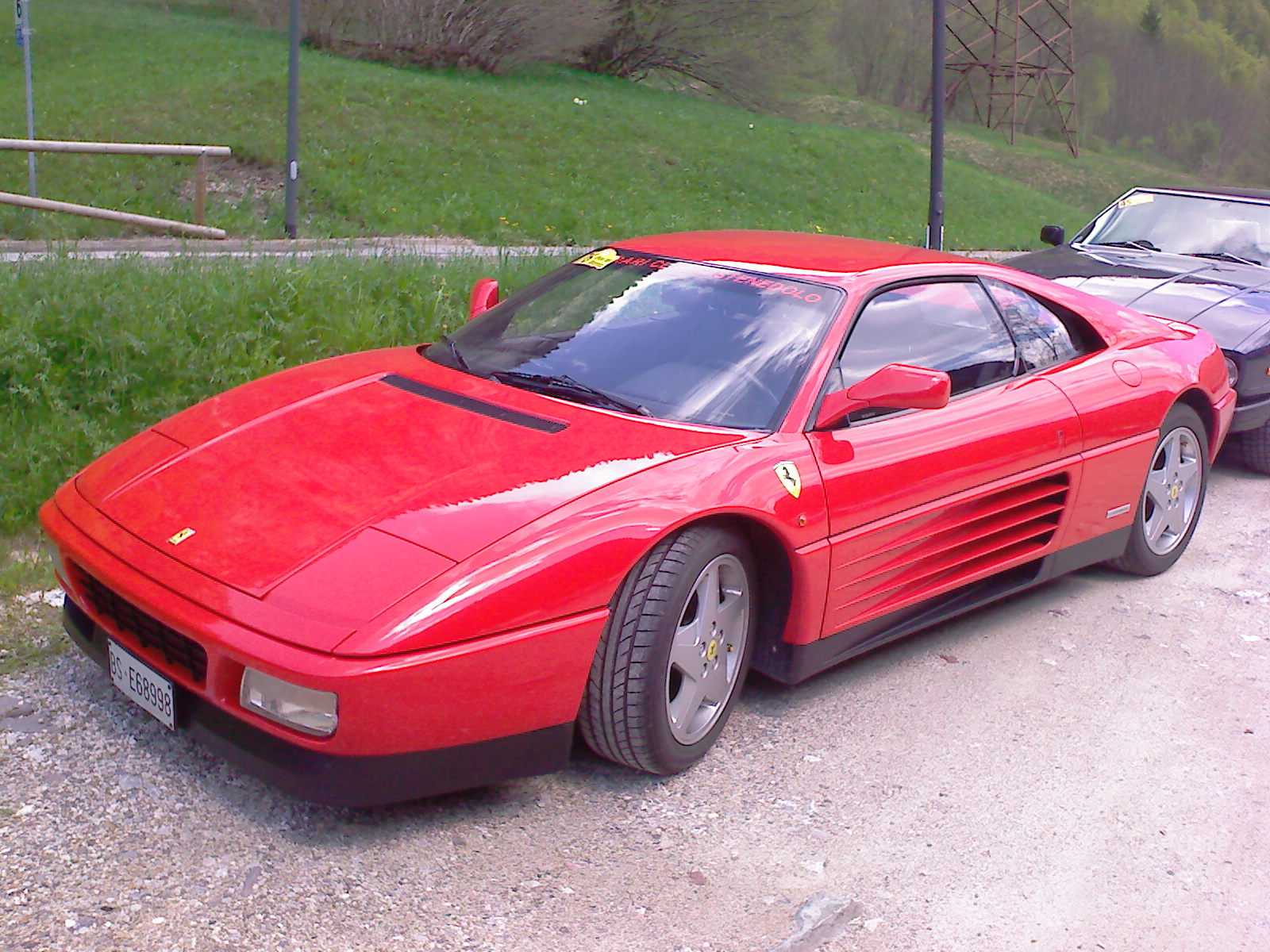
348 TB

Las versiones TB y TS del 348 fueron presentadas en el Salón del Automóvil de Fráncfort de 1989. Fue el último proyecto realizado bajo la supervisión de Leonardo Fioravanti como jefe de diseño. Las líneas del 348 son más suaves que las de los modelos anteriores, el 308 y el 328, y el diseño lateral está inspirado en el del Testarossa.
La distancia entre ejes es mayor que la del 328 y la anchura entre ejes también, proporcionando al interior más espacio. La suspensión delantera y trasera es independiente, con brazos triangulares superpuestos, muelles, amortiguadores telescópicos y barras estabilizadoras. Los frenos de discos ventilados, son mucho mayores que los del 328, y tienen sistema antibloqueo. Volvió a utilizarse un motor V8 montado en posición central, pero más potente, con una cilindrada de 3405 cm³ (3,4 litros), acoplado a una caja de cambios transversal, de ahí la "T" de TS y TB. La nueva cilindrada dio origen a la designación 348 (34 - 3400 cc y 8 - 8 cilindros).
Una mayor relación de compresión y un sistema de inyección de combustible Bosch Motronic 2.5, ayudó a generar 300 CV (296 caballos; 221 kilovatios) de potencia, 30 CV (30 caballos; 22 kilovatios)-40 CV (39 caballos; 29 kilovatios) más que el Ferrari 328, mientras que un sistema de lubricación por cárter seco dio un nuevo centro de gravedad inferior.

## Cambios de 1993

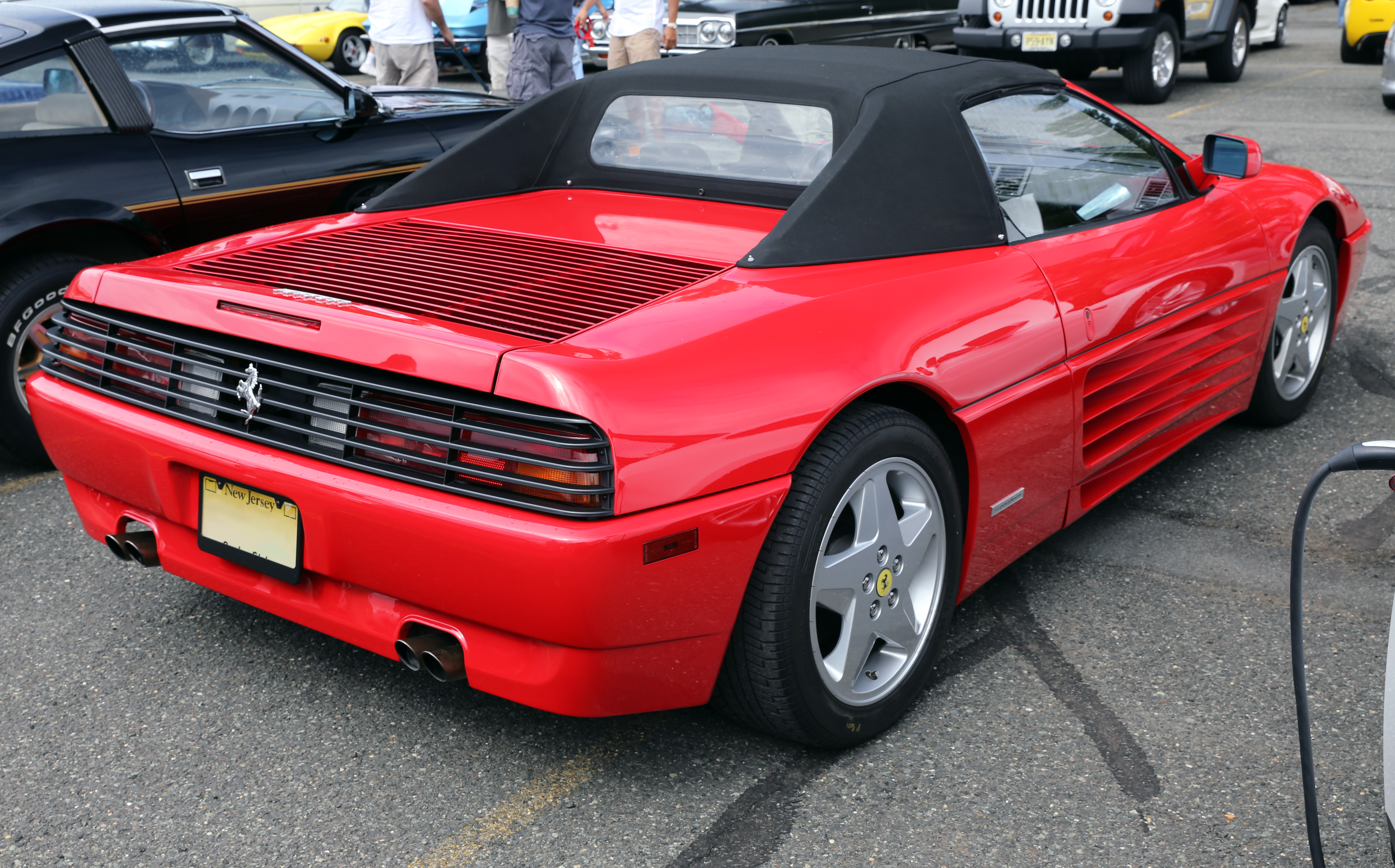
348 Spider de 1993

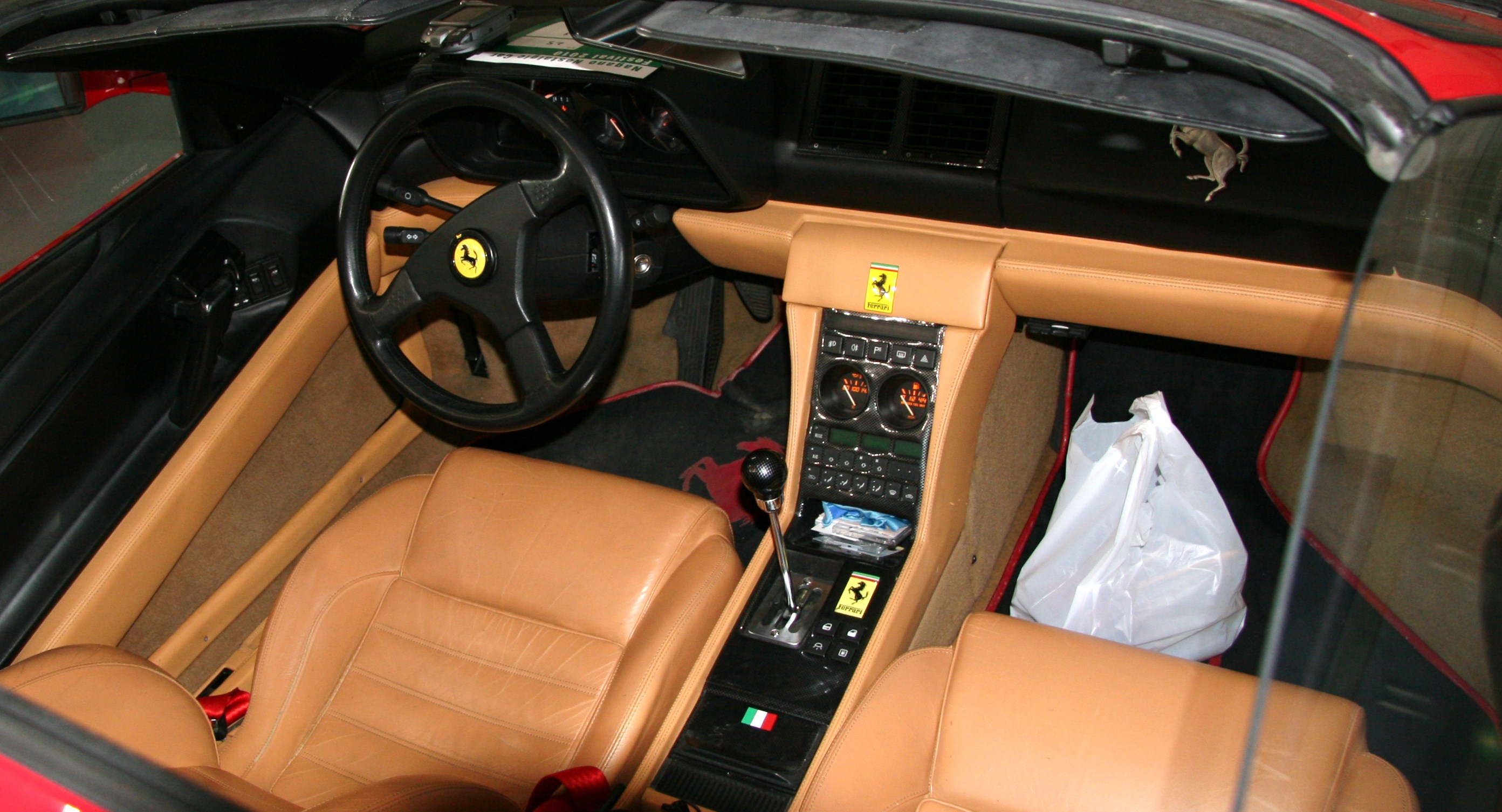
Interior del 348 TS

En 1993 la empresa trabajó para mejorar el Ferrari 348. Se revisó la caja de cambios, la climatización, el sistema de inyección de combustible, que pasó a ser un Motronic 2.7; y fueron instalados nuevos amortiguadores y muelles.
Los automóviles revisados fueron denominados "348 GTB" y "348 GTS", que fueron equipados con el motor F199H de 320 CV (316 caballos; 235 kilovatios) (en lugar de los originales F119D y US F119G). Este motor tenía, además de la gestión electrónica mejorada Motronic 2.7, un mayor colector de admisión, un sistema de escape más ligero y directo con solo un silenciador y un nuevo diagrama de distribución.
Algunos detalles estilísticos e interiores fueron modificados (tales como el Cavallino cromado en la parte trasera, una calandra diferente y asientos con cojines extraíbles). Las partes inferiores de la carrocería fueron pintadas del mismo color, así como el capó trasero. También fue puesta a la venta la versión "348 Spider", ofreciendo así un verdadero descapotable, y se inició la fabricación las versiones "GT Competizione", "GT Competizione LM" y "Challenge", para las carreras.

## Producción
Entre 1989 y 1995 se fabricaron en total 8.844 unidades del Ferrari 348. Fueron producidas 2895 unidades del 348 TB, 4228 del 348 TS, y 1146 del 348 Spider. La producción del 348 GTB y el 348 GTS fue mucho más limitada, ya que solo se fabricaron 222 unidades del GTB y 218 del GTS.

## Especificaciones
| Ficha técnica                         | Ferrari 348 |
| Distribución                          | DOHC, 4 válvulas por cilindro (32 en total).                                                                                    |
| Material del motor                    | Bloque y cabezas: Aleación de aluminio ligera                                                                                   |
| Alimentación                          | Inyección de combustible Bosch Motronic M2.5, naturalmente aspirado                                                             |
| Refrigeración                         | Líquida |
| Relación de compresión                | TB y TS: 10.4:1; GTB, GTS y Spider: 10.8:1                                                                                      |
| Potencia máxima                       | TS, TB y Spider: 300 CV (296 caballos; 221 kilovatios) a 7200 rpm. GTB y GTS: 320 CV (316 caballos; 235 kilovatios) a 7800 rpm. |
| Par máximo                            | 33 kg·m (324 newtons·metro; 239 pies·libra fuerza) a 4200 - 5000 rpm                                                            |
| Orden de encendido                    | 1-5-3-7-4-8-2-6 |
| Chasis                                | Plataforma de acero |
| Capacidad del depósito de combustible | 95 L (25,1 galones americanos)                                                                                                  |
| Aceleración 1/4 de milla (402 m)      | TB y TS: 14,5 segundos; GTB, GTS y Spider: 13,6 segundos                                                                        |